# Uroderma
Uroderma är ett släkte av däggdjur som ingår i familjen bladnäsor.
Dessa fladdermöss är kända för att de bygger tältliknande gömställen av blad. De kallas därför på engelska tent-building bats men beteendet förekommer även hos andra släkten av samma familj.

## Utseende
Individerna når en kroppslängd av 5,4 till 7,4 cm och en vikt av 13 till 21 gram. På utsidan är ingen svans synlig. Underarmarnas längd som bestämmer djurets vingspann är 3,9 till 4,5 cm. I ansiktet förekommer fyra vita strimmor och dessutom är öronens kanter gulvita. På ryggens mitt finns en smal vit strimma. Övrig päls har en gråbrun färg. Hudfliken vid näsan (bladet) liknar i nedre delen en hästsko och slutar i en uppåtriktad spets.

## Utbredning och habitat
Uroderma förekommer i Central- och Sydamerika från södra Mexiko till Bolivia och södra Brasilien. Arterna vistas i olika habitat men de behöver träd som viloplatser.

## Ekologi
Individerna bygger gömställen av stora blad (till exempel av palmer) som påminner om tält. Tältet kan ha varierande utseende beroende av hur fladdermössen viker bladet. Det finns även konstruktioner där flera blad används. Gömställets öppning är allmänt riktad nedåt. Tältet placeras i genomsnitt fyra meter över marken. Där vilar en flock av honor som utanför parningstiden kan ha upp till 17 medlemmar. Hannar lever ensam eller tillsammans med en flock av honor. Under parningstiden kan antalet individer i flocken öka till 40.
Dessa fladdermöss äter främst frukter och födan kompletteras med pollen, nektar, blommor och insekter.
Angående parningstiden finns olika uppgifter men det antas att de flesta ungar föds under regntiden. Dräktigheten uppskattas vara fyra till fem månader och sedan föds allmänt ett ungdjur som blir självständig en månad senare.

## Taxonomi
Kladogram enligt Catalogue of Life och Wilson & Reeder (2005):
| Uroderma | \| \| Uroderma bilobatum \| \| \| \| \| \| Uroderma magnirostrum \| \| \| \| |
|          | \| \| Uroderma bilobatum \| \| \| \| \| \| Uroderma magnirostrum \| \| \| \| |
|          | Uroderma bilobatum                                                           |
|          |                                                                              |
|          | Uroderma magnirostrum                                                        |
|          |                                                                              |

## Status
IUCN listar båda arter som livskraftig (LC).